# Jackie Pretorius
Jackie Pretorius (n. 22 noiembrie 1934, Potchefstroom, Africa de Sud – d. 30 martie 2009, Johannesburg, Africa de Sud) a fost un pilot de Formula 1. De-a lungul carierei a luat startul în 3 curse, niciuna din pole-position. Nu a câștigat nicio cursă și nu a terminat niciodată pe podium, acumulând 0 puncte în întreaga activitate ca pilot de Formula 1.